# Eadberht Præn

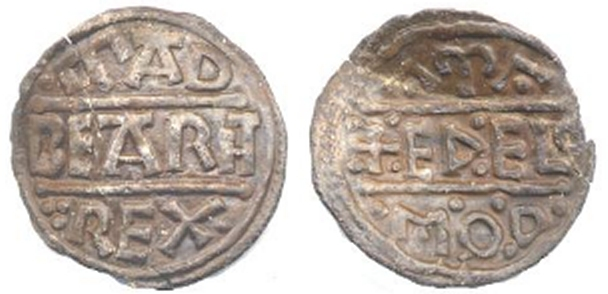
Munt van Eadberht Præn

Eadberht Præn was een lid van de koninklijke familie van Kent en koning van Kent van 796 tot 798. Hij was gevlucht voor koning Offa van Mercia en leefde in ballingschap aan het hof van Karel de Grote.
Bij de dood van Offa in 796 keerde Eadberht terug naar Kent, nam daar de macht over en verdreef Aethelheard, de pro-Merciaanse aartsbisschop van Canterbury. Dit laatste resulteerde in een excommunicatie door paus Leo III, en in 798 trok de nieuwe koning van Mercia, Coenwulf, Kent binnen en versloeg Eadberht. Eadberht werd blind gemaakt, zijn handen werden afgehakt en hij verbleef tot 811 als gevangene in Coenwulfs familieklooster in Winchcombe. Wat er daarna met hem gebeurde, is niet bekend.
Kent werd verder geregeerd door Coenwulf en diens broer Cuthred.